# Betty Crocker

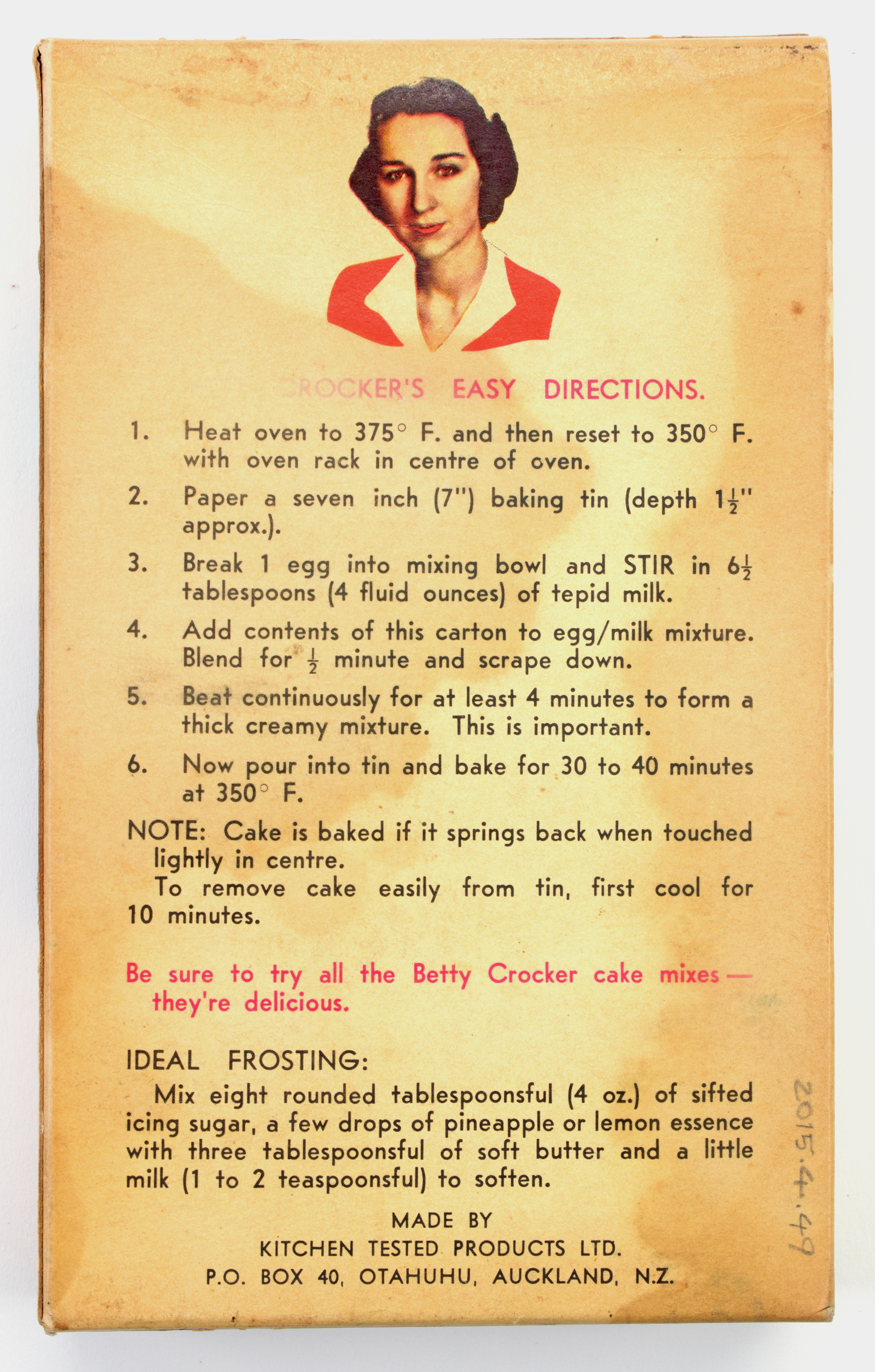
Représentation de Betty Crocker, sur un emballage.

Betty Crocker est un personnage publicitaire et une marque commerciale de la société agroalimentaire américaine General Mills. Le personnage a été inventé dans les années 1920.

## Historique
Le personnage est inventé en 1921 pour personnaliser les réponses aux consommateurs des produits de la société Washburn Crosby Company, ancêtre de General Mills. Il est ensuite incarné à la radio, sur la station de Minneapolis WCCO, propriété de Washburn Crosby Company, dans les premières émissions de la station, lors de son lancement en 1924. En 1936, elle est dessinée pour la première fois par Neysa McMein.